# Salur
Salur es una ciudad y  municipio situada en el distrito de Vizianagaram en el estado de Andhra Pradesh (India). Su población es de 49500 habitantes (2011). Se encuentra a 55 km de Vizianagaram .

## Demografía
Según el censo de 2011 la población de Salur era de 49500 habitantes, de los cuales 24021 eran hombres y 25479 eran mujeres. Salur tiene una tasa media de alfabetización del 73,22%, superior a la media estatal del 67,02%: la alfabetización masculina es del 81,80%, y la alfabetización femenina del 65,21%.